# 버추어 파이터 (TV 애니메이션)
버추어 파이터는 세가 AM2가 제작한 TV 애니메이션 시리즈이다. 버추어 파이터 비디오게임 시리즈를 바탕으로 한다. 1995년 10월 2일부터 1996년 6월 27일까지 TV 도쿄에서 방영되었다.
대한민국에서는 서진통상에서 1996년 11월에 총 17화의 비디오로 발매되었다.

## 줄거리
이 시리즈는 유키 아키라와 할아버지와의 훈련을 통해 팔극권 기술에 자신감을 얻게된후 하늘의 8개 별을 보러간다. 처음에는 그 별을 다시 보는 방법을 찾기 위해 여행을 떠난 그는 사라 브라이언트가 로봇 과학자 에바 두릭스에게 납치되어 "온전한 병정"을 만들기 위한 에바의 탐구 일부로 배우게된다. 아키라는 파이 첸, 재키 브라이언트, 리온 라팔, 마루 카게, 슌 디와 함께 여행을 떠나는 도중 다른 등장인물과 합류하여 사라를 만난다.

## 등장인물
유키 아키라 성우: 미키 신이치로
파이 첸 성우: 마츠이 나오코
라우 첸 성우: 치바 시게루
재키 브라이언트 성우: 마츠모토 야스노리
사라 브라이언트 성우: 오카모토 마야
마루 카게 성우: 야나다 키요유키
리온 라팔 성우: 아와나가 테츠야
슌 디 성우: 키타무라 코이치
울프 하우크필드 성우: 이시즈카 운쇼
제프리 맥와일드 성우: 오토모 류자부로
리우 코울론 성우: 쿠스노키 타이텐
마루 오니 성우: 모리카와 토시유키
에바 두릭스 성우: 타나카 아츠코
듀랄